# Derek Daly
Derek Daly, irski dirkač Formule 1, * 1. marec 1953, Dublin, Irska.
Derek Daly je upokojeni irski dirkač Formule 1. V Formuli 1 je debitiral v sezoni 1978, ko je osvojil svojo prvo točko s šestim mestom na zadnji dirki sezone za Veliki nagradi Kanade. Sezono 1979 je končal brez točk, v sezoni 1980 pa je dosegel svoji najboljši uvrstitvi kariere, četrti mesti na Velikih nagradah Argentine in Velike Britanije. V sezoni 1981 je ponovno ostal brez točk, v sezoni 1982 pa jih je osvojil kar na petih dirkah, toda po koncu sezone se je upokojil.

## Popolni rezultati Formule 1
(legenda) (odebeljene dirke pomenijo najboljši štartni položaj, poševne pa najhitrejši krog, †-uvrščen kljub odstopu)
| Leto | Moštvo                         | Šasija        | Motor   | 1        | 2       | 3        | 4         | 5        | 6        | 7       | 8       | 9       | 10      | 11      | 12      | 13      | 14      | 15      | 16    | Prv | Toč |
| ---- | ------------------------------ | ------------- | ------- | -------- | ------- | -------- | --------- | -------- | -------- | ------- | ------- | ------- | ------- | ------- | ------- | ------- | ------- | ------- | ----- | --- | --- |
| 1978 | Olympus Cameras/Hesketh Racing | Hesketh 308E  | Ford V8 | ARG      | BRA     | JAR      | ZZDA DNPQ | MON DNPQ | BEL DNQ  | ŠPA     | ŠVE     |         |         |         |         |         |         |         |       | 19. | 1   |
| 1978 | Team Tissot Ensign             | Ensign N177   | Ford V8 |          |         |          |           |          |          |         |         | FRA DNQ | VB Ret  | NEM     | AVT DSQ | NIZ Ret | ITA 10  | ZDA 8   | KAN 6 | 19. | 1   |
| 1979 | Team Ensign                    | Ensign N177   | Ford V8 | ARG 11   | BRA 13  |          |           | ŠPA DNQ  | BEL DNQ  |         |         |         |         |         |         |         |         |         |       | NC  | 0   |
| 1979 | Team Ensign                    | Ensign N179   | Ford V8 |          |         | JAR DNQ  | ZZDA Ret  |          |          | MON DNQ | FRA     | VB      | NEM     |         |         |         |         |         |       | NC  | 0   |
| 1979 | Candy Tyrrell Team             | Tyrrell 009   | Ford V8 |          |         |          |           |          |          |         |         |         |         | AVT 8   | NIZ     | ITA     | KAN Ret | ZDA Ret |       | NC  | 0   |
| 1980 | Candy Tyrrell Team             | Tyrrell 009   | Ford V8 | ARG 4    | BRA 14  | JAR Ret  |           |          |          |         |         |         |         |         |         |         |         |         |       | 11. | 6   |
| 1980 | Candy Tyrrell Team             | Tyrrell 010   | Ford V8 |          |         |          | ZZDA 8    | BEL 9    | MON Ret  | FRA 11  | VB 4    | NEM 10  | AVT Ret | NIZ Ret | ITA Ret | KAN Ret | ZDA Ret |         |       | 11. | 6   |
| 1981 | March Grand Prix Team          | March 811     | Ford V8 | ZZDA DNQ | BRA DNQ | ARG DNQ  | SMR DNQ   | BEL DNQ  | MON DNPQ | ŠPA 16  | FRA Ret | VB 7    | NEM Ret | AVT 11  | NIZ Ret | ITA Ret | KAN 8   | LVE DNQ |       | NC  | 0   |
| 1982 | Theodore Racing Team           | Theodore TY01 | Ford V8 | JAR 14   |         |          |           |          |          |         |         |         |         |         |         |         |         |         |       | 13. | 8   |
| 1982 | Theodore Racing Team           | Theodore TY02 | Ford V8 |          | BRA Ret | ZZDA Ret | SMR       |          |          |         |         |         |         |         |         |         |         |         |       | 13. | 8   |
| 1982 | TAG Williams Team              | Williams FW08 | Ford V8 |          |         |          |           | BEL Ret  | MON 6    | VZDA 5  | KAN 7   | NIZ 5   | VB 5    | FRA 7   | NEM Ret | AVT Ret | ŠVI 9   | ITA Ret | LVE 6 | 13. | 8   |